# Stormyrtjärnen (Boteå socken, Ångermanland)
Stormyrtjärnen är en sjö i Sollefteå kommun i Ångermanland och ingår i Ångermanälvens huvudavrinningsområde. Sjön har en area på 0,0516 kvadratkilometer och ligger 184 meter över havet. Sjön avvattnas av vattendraget Loån (Viättån).

## Delavrinningsområde
Stormyrtjärnen ingår i det delavrinningsområde (700909-160706) som SMHI kallar för Ovan 700689-160714. Medelhöjden är 203 meter över havet och ytan är 7,72 kvadratkilometer. Räknas de 4 avrinningsområdena uppströms in blir den ackumulerade arean 31,29 kvadratkilometer. Loån (Viättån) som avvattnar avrinningsområdet har biflödesordning 2, vilket innebär att vattnet flödar genom totalt 2 vattendrag innan det når havet efter 22 kilometer. Avrinningsområdet består mestadels av skog (84 procent). Avrinningsområdet har 0,05 kvadratkilometer vattenytor vilket ger det en sjöprocent på 0,7 procent.